# Lepidopsocidae

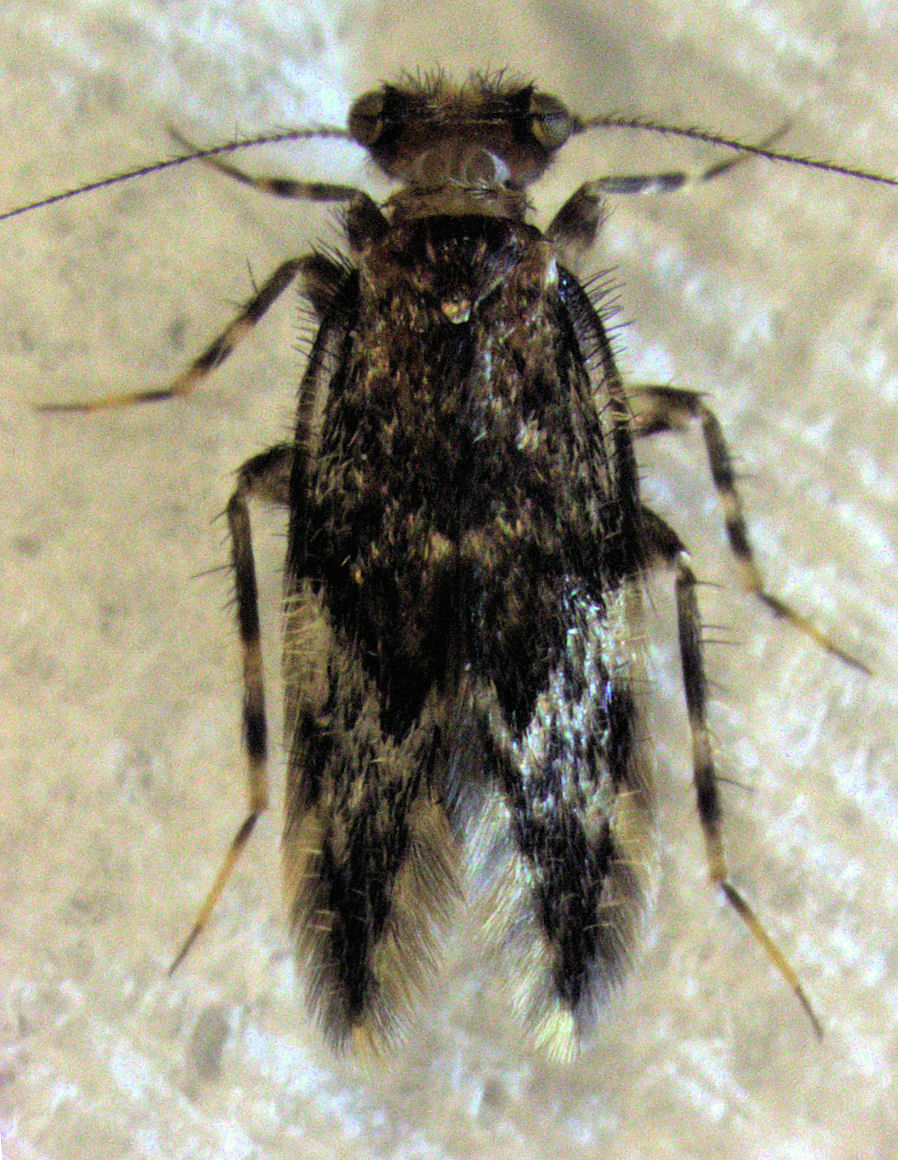
Echmepteryx hamiltoni

Lepidopsocidae es una familia de insectos de Psocodea del suborden Trogiomorpha. Existen más de 290 especies descriptas pertenecientes a esta familia. El análisis filogenético de las relaciones entre familias en Trogiomorpha, basado en secuencias parciales de  ARN ribosomal 18S nuclear, ARN ribosomal 16S mitocondrial, e histona 3 de genes, sugiere que Lepidopsocidae es monofilético, lo que significa que los taxones ubicados en el mismo poseen un ancestro en común. Ello queda confirmado desde un punto de vista morfológico por la presencia de escamas y pelillos que cubren el cuerpo y las alas anteriores de los Lepodopsocidos. Las familias hermanas de Lepidoposcidae incluyen Trogiidae y Psoquillidae.
Lepidopsocidae fue descripta por Gunther Enderlein en el artículo The Scaly Winged Copeognatha (Monograph of the Amphientomidae, Lepidopsocidae, and Lepidillidae in relation to their Morphology and Taxonomy), publicado en 1906. Entre las subfamilias de Lepidopsocidae se cuentan:
- Echinopsocinae Enderlein, 1906
- Lepidopsocinae Enderlein, 1903
- Lepolepidinae
- Parasoinae Mockford, 2005
- Perientominae Enderlein, 1903
- Thylacellinae Roesler, 1944

## Géneros
Los siguientes 21 géneros corresponden a la familia Lepidopsocidae:
- Cyptophania Banks, 1931
- Echinopsocus Enderlein, 1903
- Echmepteryx Aaron, 1886
- Illepidopsocus Li, 1994
- Lepidopsocus Enderlein, 1903
- Lepolepis Enderlein, 1906
- Neolepidopsocus Li, 1992
- Neolepolepis Mockford, 1993
- Nepticulomima Enderlein, 1906
- Notolepium Enderlein, 1910
- Papuapsocus Mockford, 2005
- Parasoa Thornton, 1962
- Perientomum Hagen, 1865
- Proentomum Badonnel, 1949
- Pseudothylacus Li, 2002
- Pteroxanium Enderlein, 1922
- Scolopama Enderlein, 1906
- Soa Enderlein, 1904
- Thylacella Enderlein, 1911
- † Lepium Enderlein, 1906
- † Thylax Hagen, 1866